# Chatchu-on Moksri
Chatchu-on Moksri (taj.: ชัชชุอร โมกศรี; ur. 6 listopada 1999) – tajska siatkarka, reprezentantka kraju, grająca na pozycji przyjmującej. 

## Przebieg kariery
| Lata      | Klub                  |
| --------- | --------------------- |
| 2015–2016 | 3BB Nakornnont        |
| 2016–2017 | Supreme Chonburi      |
| 2017–2018 | Nakhon Ratchasima     |
| 2018–2019 | BFU Blue Cats         |
| 2019–2021 | Nakhon Ratchasima     |
| 2021–     | Sarıyer Belediyesi SK |

## Sukcesy klubowe
Liga tajska:
- 2017
- 2018, 2021
- 2020

Klubowe Mistrzostwa Azji:
- 2017
- 2021

## Sukcesy reprezentacyjne
Mistrzostwa Azji U-17:
- 2014

Mistrzostwa Azji U-23:
- 2015, 2017

Igrzyska Azji Południowo-Wschodniej:
- 2015, 2017, 2019, 2022[2]

Volley Masters Montreux:
- 2016

Mistrzostwa Azji Kadetek:
- 2016

Puchar Azji:
- 2016, 2018

Mistrzostwa Azji:
- 2023
- 2017, 2019

Igrzyska Azjatyckie:
- 2018
- 2022[3]

## Nagrody indywidualne
- 2014: Najlepsza przyjmująca Mistrzostw Azji U-17
- 2017: Najlepsza przyjmująca Klubowych Mistrzostw Azji
- 2017: Najlepsza przyjmująca Mistrzostw Azji U-23
- 2017: Najlepsza przyjmująca Mistrzostw Azji
- 2021: Najlepsza przyjmująca Klubowych Mistrzostw Azji
- 2023: MVP Mistrzostw Azji